# سايروس تيد
سايروس ريد تيد (18 أكتوبر 1839 - 22 ديسمبر 1908) طبيب وكيميائي أمريكي تحول إلى زعيم ديني زائف وأعلن نفسه مسيحًا. في عام 1869، ادعى تيد الوحي الإلهي، وتبنى اسم كورش واقترح مجموعة جديدة من الأفكار العلمية والدينية التي أطلق عليها اسم كورشانية، بما في ذلك الاعتقاد بوجود علم الكونيات المقعر أو "الخلوي" للأرض المجوفة، مفترضًا أن السماء والبشرية وسطح الأرض موجودون داخل كرة تحيط بالكون.
في سبعينيات القرن التاسع عشر، أسس في نيويورك "وحدة كورشان"، وهي بلدية كانت قواعد سلوكها مبنية على تعاليمه. وقد أنشئت مجتمعات مماثلة أخرى في شيكاغو وسان فرانسيسكو. بعد عام 1894، تركزت المجموعة في بلدة إيستيرو الصغيرة بولاية فلوريدا، سعياً إلى بناء "القدس الجديدة" في تلك المنطقة، وبلغ عدد سكانها ذروته عند 250 نسمة خلال العقد الأول من القرن العشرين. بعد وفاة تيد في أواخر عام 1908، بدأت المجموعة في الانحدار، واختفت أخيرًا في عام 1961، تاركة وراءها موقع كورشان التاريخي الحكومي.

## سيرته

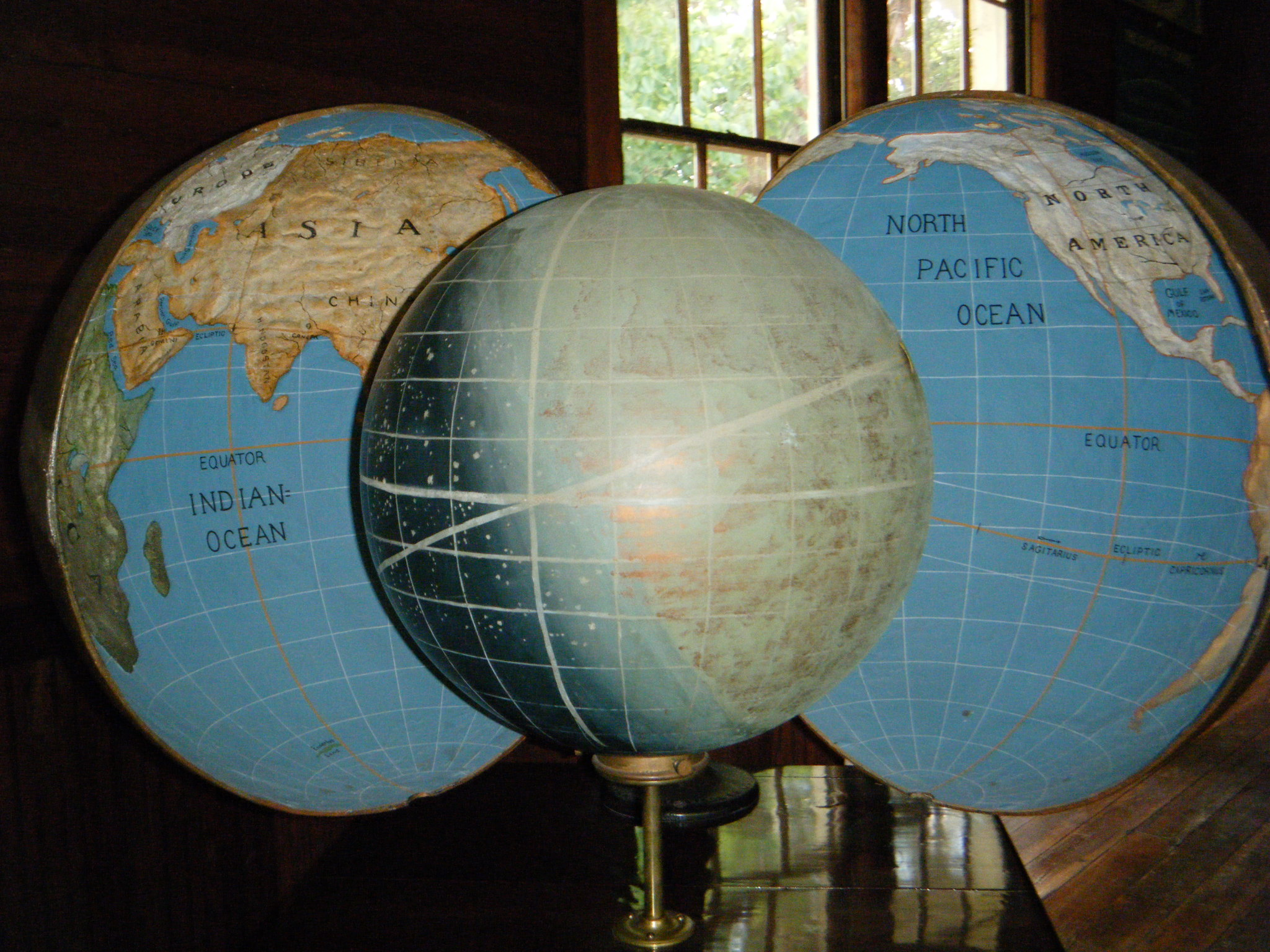
نموذج الكون حسب الكوريشانيين

كطبيب انتقائي شاب، كان تيد مهتمًا دائمًا بالتجارب غير التقليدية، مثل الخيمياء، والتي غالبًا ما تنطوي على مستويات عالية وخطيرة من الكهرباء. في خريف عام 1869، أثناء إحدى التجارب، أصيب بصدمة شديدة، ففقد الوعي. خلال فترة غيابه عن الوعي، اعتقد تيد أن روحًا إلهية زارته وأخبرته أنه المسيح. وبعد أن استفاق، تعهد تيد بتطبيق معرفته العلمية "لإنقاذ البشرية". وسرعان ما غير اسمه الأول إلى "كورش".
ندد تيد بفكرة دوران الأرض حول الشمس، وبدلا من ذلك قدم نظريته الخاصة عن الكون، المعروفة باسم نظرية نشأة الكون الخلوية. وفقًا لهذه النظرية، يعيش البشر داخل الكوكب، وليس خارجه؛ كما أن الشمس عبارة عن جهاز عملاق يعمل بالبطارية، والنجوم ما هي إلا انكسارات للضوء الصادر منها.
وقد لاقت أفكار تيد، التي أطلق عليها اسم "الكوريشانيتي"، رواجاً بين الآخرين. حيث بشر بعلم الكون الخلوي، والكيمياء، والتناسخ، والخلود، والعزوبة، والشيوعية، وعدد من الأفكار الجذرية الأخرى. بدأ تيد في التبشير بالكورشانية في سبعينيات القرن التاسع عشر في نيويورك، وشكل وحدة الكورشانية، ثم انتقل لاحقًا إلى شيكاغو.
في 13 أكتوبر 1906، أثناء اجتماع الساعة 1:30 في حوالي الساعة 1:30 مساءً بالقطار من بالتيمور على خط ساحل المحيط الأطلسي، دخلت مجموعة من الكوريين في قتال أمام متجر بقالة آر دبليو جيلامز في فورت مايرز، حاول تيد فض القتال  وتعرض للضرب المبرح من قبل المارشال سانشيز، وأصيب بجروح لم يتعافى منها أبدًا. توفي في 22 ديسمبر 1908.
كان أتباع تيد يتوقعون في البداية قيامته، وبعدها سيتم رفعه هو وأتباعه إلى السماء كما تنبأ في كتابه "الرجولة الخالدة". لقد ظلوا يراقبون جثته باستمرار لمدة يومين، وبعد ذلك بدأت تظهر عليها علامات التحلل. بعد عيد الميلاد، تدخل مسؤول الصحة بالمنطقة ليأمر بدفنه. بعد وفاته دخلت المجموعة في حالة من الانحدار.
قام آخر أتباعه، هيدويج ميشيل، بنقل ملكية ما تبقى من المستعمرة، حوالي 350 فدانًا من الأرض، إلى ولاية فلوريدا  في عام 1961. بعد وفاة ميشيل في عام 1982، أصبح الموقع معروفًا باسم موقع كوريشان التاريخي الحكومي.

## الحواشي
1. ↑  Hicks، Peter. "Cyrus Teed". mwweb.org. مؤرشف من الأصل في 2013-01-13. اطلع عليه بتاريخ 2017-08-03.
2. ↑  Donna Kossy, Kooks. Portland: Feral House, 1994. pg. 89. (ردمك 0-922915-19-9).
3. 1 2  Williams, Amy Bennett (19 Oct 2015). "Cyrus Teed, Estero's Koreshans get their due in new book". The News-Press (بالإنجليزية الأمريكية). Retrieved 2024-04-13.

## قراءة إضافية
- Christoph Brumann, "The Dominance of One and Its Perils: Charismatic Leadership and Branch Structures in Utopian Communes," Journal of Anthropological Research, vol. 56, no. 4 (Winter 2000), pp. 425–451.
- Martin Gardner, "Flat and Hollow," in Fads and Fallacies in the Name of Science, 2nd Edition. New York: Dover Publications, 1957; pp. 22–27.
- Donna Kossy, "Dr. Cyrus Teed" in Kooks: A Guide to the Outer Limits of Human Belief. Revised 2nd Edition. Los Angeles: Feral House, 2001.
- James E. Landing, "Cyrus Reed Teed and the Koreshan Unity," in Donald E. Pitzer (ed.), America's Communal Utopias. Chapel Hill, NC: University of North Carolina Press, 2010; pp. 375–395.
- Elliott Mackle, "Cyrus Teed and the Lee County Elections of 1906," Florida Historical Quarterly, vol. 57, no. 1 (July 1978), pp. 1–18.
- Sarah A. Tarlow, "Representing Utopia: The Case of Cyrus Teed's Koreshan Unity Settlement," Historical Archaeology, vol. 40, no. 1 (2006), pp. 89–99.
- Irvin D. S. Winsboro, "The Koreshan Communitarians' Papers and Publications in Estero, 1894–1963," Florida Historical Quarterly, vol. 83, no. 2 (Fall 2004), pp. 173–190.